# Bori Centre
Pour les articles homonymes, voir Bori.
 (novembre 2017).
Si vous disposez d'ouvrages ou d'articles de référence ou si vous connaissez des sites web de qualité traitant du thème abordé ici, merci de compléter l'article en donnant les références utiles à sa vérifiabilité et en les liant à la section « Notes et références ».
Bori Centre est un village du Cameroun situé dans la région du Nord, le département de la Benoué et l'arrondissement de Dembo. C'est une chefferie de 3e degré. 

## Histoire
Ce village tire son origine d'une grande migration des Fali (Bori) vers la fin de XIXe siècle, en provenance de Peske-Bori village voisin situé dans l'arrondissement de Mayo-Oulo. Cette migration est motivée par la recherche des terres cultivables et de l'environnement favorable à l'élevage. 

## Géographie
Le village est situé dans le petit massif du Bori – d'où son nom – qui fait partie de l'ensemble montagneux du Peské Bori, à l'est des monts Mandara.
Il est limité par l'arrondissement de Baschéo, l'arrondissement de Mayo-Oulo et le lamidat de Dembo.
Il est arrosé par le mayel Kew, le mayel Mairi et le mayo Oulo. Son sol très fertile et une savane très favorable aux pâturages. 

## Population
Lors du recensement de 2005, 334 habitants y ont été dénombrés. Une enquête de terrain de 2014 porte ce chiffre à 508.
Ce village est peuplé essentiellement de Fali, auxquels s'ajoutent les Guidar et les Laka (Tchadiens). 

## Économie
L'activité agro-pastorale et le commerce y sont pratiqués.